# Esco di rado e parlo ancora meno
Esco di rado e parlo ancora meno è il 33° album in studio di Adriano Celentano, uscito il 10 novembre 2000.

## Storia
Il team produttivo è lo stesso di Io non so parlar d'amore con la coppia Mogol e Gianni Bella che compone quasi tutti i brani. Accanto a brani tipici del repertorio di Celentano ci sono brani come Il figlio del dolore scritto insieme al batterista Mauro Spina che narra di una violenza sessuale in una guerra e che vede Celentano duettare con Nada, Io sono un uomo libero, scritta da Ivano Fossati, con la quale Celentano dichiara la propria libertà e la propria astensione verso gli schieramenti politici ("...né destra né sinistra...") e Le stesse cose che porta la firma di Carlo Mazzoni. Il brano Index è un mix di alcuni brani del disco.
Il disco doveva inizialmente uscire nella primavera del 2001 ma fu anticipato su pressioni della Sony per sfruttare le vendite natalizie; al momento dell'uscita il precedente Io non so parlar d'amore era ancora nella top 50 italiana degli album più venduti. I singoli Per averti e Apri il cuore contribuiscono al grande successo dell'album (1.500.000 di copie). Come per l'album precedente, anche in questo caso, pochi mesi dopo l'uscita, Celentano torna su RaiUno con uno show di 4 puntate: 125 milioni di cazzate.

## Accoglienza
L'album ha esordito al primo posto in classifica con 350.000 copie vendute in una sola settimana, superando il risultato del disco precedente Io non so parlar d'amore, che nella sua prima settimana di uscita aveva venduto 100.000 copie.
L'album ha riscosso un notevole successo commerciale, vendendo oltre 1.500.000 copie e ottenendo il disco di diamante. La critica ha elogiato l'album per la qualità dei brani e la collaborazione con autori di spicco come Mogol, Gianni Bella, Nada e Ivano Fossati. Tra i brani più apprezzati figurano "Per averti", "Apri il cuore" e "Io sono un uomo libero", nonostante tutte le canzoni presenti risultano ampiamente aprezzate. Anche il pubblico lo ha lodato la bellezza dei pezzi e l'atmosfera riflessiva e romantica che caratterizza l'opera. 
In generale, sia la critica che il pubblico concordano nel ritenere "Esco di rado e parlo ancora meno" un lavoro di qualità, che mette in risalto la maturità artistica di Adriano Celentano.

## Tracce
Testi e musiche di Mogol e musiche di Gianni Bella, eccetto dove indicato.
1. Per averti/Muori tu - 5'04"
2. Apri il cuore - 5'19" -  (Mogol, Cheope / G. Bella, R. Bella)
3. Lago rosso - 5'19"
4. Quello che non ti ho detto mai - 4'35"
5. Ti prenderò - 4'55"
6. Tir - 4'29" -  (Mogol / G. Bella, R. Bella)
7. Se tu mi tenti - 4'14"
8. Africa - 4'36" -  (Mogol / G. Bella, R. Bella)
9. Io sono un uomo libero - 5'46" -  (Fossati)
10. Le stesse cose - 5'43" -  (Mazzoni)
11. Il figlio del dolore (con Nada) - 6'25" -  (Celentano /Mauro Spina)
12. Index - 4'07" -  (ideato e realizzato da Adriano Celentano)

## Formazione
- Adriano Celentano – voce
- Pier Michelatti – basso
- Lele Melotti – batteria
- Samuele Dessì – programmazione
- Fio Zanotti – pianoforte, tastiera e sintetizzatore
- Claudio Fossati – batteria e percussioni
- Remo Righetti – programmazione
- Michael Thompson – chitarra
- Gianni Bella, Paola Folli, Lalla Francia, Moreno Ferrara, Silvio Pozzoli – cori

## Classifiche

### Classifiche settimanali
| Classifica (2000) | Posizione massima |
| ----------------- | ----------------- |
| Italia            | 1                 |
| Svizzera          | 18                |

### Classifiche di fine anno
| Classifica (2000) | Posizione |
| ----------------- | --------- |
| Italia            | 4         |
| Classifica (2001) | Posizione |
| Europa            | 37        |
| Italia            | 2         |
| Svizzera          | 95        |

## Andamento nella classifica degli album italiana (top 50)
| Posizione | 1 | 2 | 2 | 2 | 2 | 2 | 2 | 2 | 2 | 2 | 3 | 2 | 1 | 1 | 1 | 1 | 2 | 2 | 1 | 1 | 3 | 3 | 5 | 7 | 4 | 2 | 4 | 4 | 5 | 8 |

| Posizione | 10 | 7 | 8 | 8 | 7 | 8 | 7 | 8 | 11 | 8 | 4 | 9 | 12 | 16 | 16 | 29 | 18 | 14 | 23 | 25 | 43 | 41 | 50 | 35 | 43 | 48 | 38 | 36 | 41 | 43 | 50 | 44 |